# 1711 en littérature
| Années de la littérature : 1708 - 1709 - 1710 - 1711 - 1712 - 1713 - 1714    |
| Décennies de la littérature : 1680 - 1690 - 1700 - 1710 - 1720 - 1730 - 1740 |

Cet article présente les faits marquants de l'année 1711 en littérature.

## Événements
- 1er mars : publication du premier numéro du quotidien d'opinion londonien The Spectator journal littéraire et politique rédigé par Joseph Addison et Richard Steele. Il parait jusqu'au 6 décembre 1712 puis du 18 juin au 28 décembre 1714[1].

## Parutions
- Début mars : André João Antonil, Cultura e opulencia do Brasil por suas drogas e minas, Lisboa, Valentim da Costa Deslandes, 1711 (présentation en ligne) « Culture et opulence du Brésil par ses drogues et ses mines » par le jésuite João Antonio Andreoni, est publié à Lisbonne.
- 15 mai : An Essay on Criticism, London, W. Lewis, 1711 (présentation en ligne), « Essai sur la critique », poème d'Alexander Pope publié anonymement[2].

- Homère, L'Iliade traduite en françois : avec des remarques par Mme Dacier, Paris, Rigaud, 1711 (présentation en ligne), en trois volumes. Sa publication déclenche la deuxième phase de la Querelle des Anciens et des Modernes[3].
- Nicolas Boileau, Satire XII : Sur les équivoques, 1711 (présentation en ligne), publication clandestine in-12 de 20 pages imprimée apparemment à Amsterdam.
- Anthony Ashley-Cooper, Characteristicks of Men, Manners, Opinions, Times : In Three Volumes, 1711 (présentation en ligne) (« Caractéristiques des Hommes, des Manières, des Opinions, des Temps »).

- The History of Jack and the Giants, la plus ancienne édition connue du conte populaire anglais Jack le tueur de géants est publié en chapbook à Newcastle, plus tard retranscrit par James Halliwell[4].

## Naissances
- 15 janvier : Sidonia Hedwig Zäunemann, poétesse allemande (morte le 11 décembre 1740)

## Décès
- 13 mars : Nicolas Boileau, poète, écrivain et critique français (° 1er novembre 1636).